# مجلس ایالتی نیدرزاکسن
مجلس ایالتی نیدرزاکسن یا لندتاگ نیدرزاکسن (به آلمانی: Niedersächsischer Landtag) بازوی قانون‌گذاری دولت ایالتی نیدرزاکسن در کشور آلمان است که در پایتخت این ایالت در شهر هانوفر تشکیل جلسه می‌دهد و در حال حاضر دارای ۱۴۶ عضو متشکل از چهار حزب است. دولت ایالتی از سال ۲۰۲۲ متشکل از ائتلافی از حزب سوسیال دموکرات و حزب سبز است که از کابینه رئیس‌الوزرای این ایالت استفان وایل (از حزب سوسیال دموکرات) حمایت می‌کند.

## ساختمان مجلس ایالتی

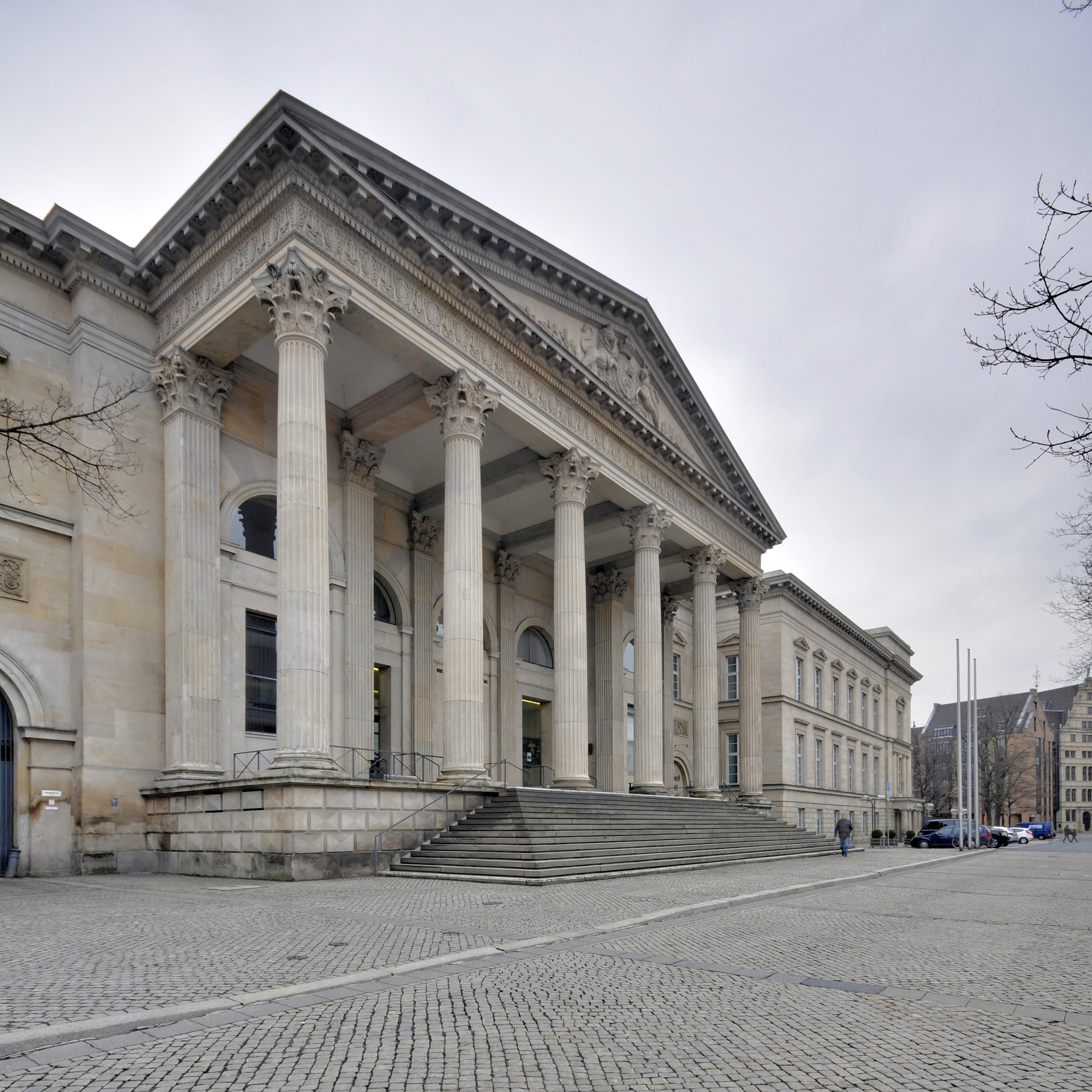
لاینشلوس

مجلس ایالتی در ساختمان لاینشلوس، محل اقامت سابق پادشاهان هانوفر واقع شده‌است که پس از تخریب در جنگ جهانی دوم، از سال ۱۹۵۷ تا ۱۹۶۲ بازسازی شد. در بین سال‌های ۱۹۴۷ تا ۱۹۶۲، پارلمان نیدرزاکسن در تالار شهر قدیمی (Stadthalle Hanover) تشکیل جلسه می‌داد.

## ترکیب فعلی
پس از انتخابات ۹ اکتبر ۲۰۲۲، ترکیب مجلس ایالتی نیدرزاکسن به شرح زیر است:
| مهمانی - جشن                | صندلی‌ها | (درصد) |
| --------------------------- | ------- | ------ |
| اتحادیه دموکرات مسیحی (CDU) | ۵۷      | ۳۳٫۴٪  |
| حزب سوسیال دموکرات (SPD)    | ۴۷      | ۳۲٫۶٪  |
| اتحاد ۹۰/سبزها (Die Grünen) | ۲۴      | ۱۴٫۵٪  |
| آلترناتیو برای آلمان (AFD)  | ۱۸      | ۹٫۹٪   |

انتخابات با استفاده از سیستم نمایندگی تناسبی، با حداقل ۵ درصد از سهم رای برای دریافت هر کرسی در مجلس ایالتی انجام می‌شود.
در حال حاضر، حزب سوسیال دموکرات و سبزها با اینکه اکثریت کرسی‌ها را در اختیار ندارد، دولت ایالتی را تشکیل داده‌اند. الکه توستن، در ۷ اوت ۲۰۱۷ از حزب سبز خارج و به عضویت اتحادیه دموکرات مسیحی درآمد و به همین دلیل تعداد اعضای نمایندگان اپوزیسیون به ۶۹ عضو رسید که یک عضو بیشتر از تعداد نمایندگان حامی دولت هستند. به همین دلیل، استفان وایل، رئیس‌الوزرای ایالت نیدرزاکسن، خواستار انحلال پارلمان و برگزاری انتخابات جدید سه ماه زودتر از برنامه قبلی شد.

## رؤسای مجلس
تاکنون رؤسای مجلس نیدرزاکسن عبارتند بودند از:
- ۱۹۴۶–۱۹۵۵ کارل اولفرز، حزب سوسیال دموکرات (SPD)
- ۱۹۵۵–۱۹۵۷ ورنر هافمایستر، حزب آلمان (DP) / اتحادیه دموکرات مسیحی (CDU)
- ۱۹۵۷–۱۹۵۹ پل اسکار شوستر، حزب آلمان (DP) / اتحادیه دموکرات مسیحی (CDU)
- ۱۹۵۹–۱۹۶۳ کارل اولفرز، حزب سوسیال دموکرات (SPD)
- ۱۹۶۳–۱۹۶۷ ریچارد لنرز، حزب سوسیال دموکرات (SPD)
- ۱۹۶۷–۱۹۷۴ ویلهلم باومگارتن، حزب سوسیال دموکرات (SPD)
- ۱۹۷۴–۱۹۸۲ هاینز مولر، اتحادیه دموکرات مسیحی (CDU)
- ۱۹۸۲–۱۹۸۵ برونو براندز، اتحادیه دموکرات مسیحی (CDU)
- ۱۹۸۵–۱۹۹۰ ادزارد بلانکه، اتحادیه دموکرات مسیحی (CDU)
- ۱۹۹۰–۱۹۹۸ هورست میلده، حزب سوسیال دموکرات (SPD)
- ۱۹۹۸–۲۰۰۳ رولف ورنشتد، حزب سوسیال دموکرات (SPD)
- ۲۰۰۳–۲۰۰۸ یورگن گانزوئر، اتحادیه دموکرات مسیحی (CDU)
- ۲۰۰۸–۲۰۱۳ هرمان دینکلا، اتحادیه دموکرات مسیحی (CDU)
- ۲۰۱۳–۲۰۱۷ برند بوزمان، اتحادیه دموکرات مسیحی (CDU)
- ۲۰۱۷ - گابریل آندرتا، حزب سوسیال دموکرات (SPD)